# Aéroport international de Koweït
L'Aéroport international de Koweït (code IATA : KWI • code OACI : OKKK auparavant OKBK) est un aéroport civil et militaire desservant la ville de Koweït, dans le pays du même nom.
L'aéroport était en cours de rénovation et d'expansion entre 1999 et 2001, l'ancien parc a été démoli et la borne a été dotée d'une extension.

## Compagnies aériennes
L'aéroport de Koweït est le hub de deux compagnies:
- Jazeera Airways
- Kuwait Airways

## Compagnies et destinations
| Compagnies                      | Destinations |
| ------------------------------- | --- |
| Aegean Airlines                 | En saison: Athènes E.-Venizélos |
| Air Arabia                      | Charjah |
| Air Arabia Egypt                | Borg El Arab, Sohag |
| Air Cairo                       | Borg El Arab, Assiout, Sohag |
| Air India                       | Ahmedabad-Sardar-Vallabhbhai-Patel, Madras (Chennai), Hyderabad-R. Gandhi, Goa-Dabolim |
| Air India Express               | Cochin, Kozhikode-Calicut, Mangalore |
| AlMasria Universal Airlines     | Le Caire |
| Azerbaijan Airlines             | En saison: Bakou-H. Aliyev |
| Biman Bangladesh Airlines       | Dacca-Shah Jalal |
| British Airways                 | Londres-Heathrow |
| Bulgaria Air                    | En saison: Bourgas |
| EgyptAir                        | Borg El Arab, Le Caire |
| EgyptAir Express                | Louxor, Charm el-Cheikh |
| Emirates                        | Dubaï |
| Ethiopian Airlines              | Addis-Abeba Bole |
| Etihad Airways                  | Abou Dabi |
| Fly Cham                        | Damas |
| flydubai                        | Dubaï |
| FlyEgypt                        | Borg El Arab, Assiout, Sohag |
| Flynas                          | Djeddah - Roi-Abdelaziz, Médine-Prince M. Bin Abdulaziz, Riyad-roi Khaled, Taëf |
| Gulf Air                        | Manama-Bahreïn |
| Iran Air                        | Ahvaz, Ispahan-S. Beheshti, Larestan (en), Mechhed-Shahid H. Nejad, Chiraz-Shahid Dastghaib |
| Iran Aseman Airlines            | Abadan, Ahvaz |
| Iraqi Airways                   | Nadjaf |
| Jazeera Airways                 | - Ahmedabad-Sardar-Vallabhbhai-Patel, - Borg El Arab, - Amman-Reine-Alia, - Assiout, - Manama-Bahreïn, - Bakou-H. Aliyev, - Beyrouth-Rafic Hariri, - Le Caire, - Damas, - Doha-Hamad, - Dubaï, - Hyderabad-R. Gandhi, - Istanbul, - Djeddah - Roi-Abdelaziz, - Cochin, - Lahore-Allama Iqbal , - Louxor, - Mechhed-Shahid H. Nejad, - Bombay-Chhatrapati-Shivaji, - Nadjaf, - Riyad-roi Khaled, - Sohag En saison : Charm el-Cheikh, Taëf |
| KLM                             | Amsterdam, Manama-Bahreïn |
| Kuwait Airways                  | - Abou Dabi, - Ahmedabad-Sardar-Vallabhbhai-Patel, - Amman-Reine-Alia, - Manama-Bahreïn, - Bangkok-Suvarnabhumi, - Beyrouth-Rafic Hariri, - Bucarest-H. Coandă, - Le Caire, - Casablanca-Mohammed-V, - Madras (Chennai), - Colombo-Bandaranaike, - Dammam-roi Fahd, - Delhi-Indira Gandhi, - Dacca-Shah Jalal, - Doha-Hamad, - Dubaï, - Francfort, - Genève-Cointrin, - Islamabad-Benazir Bhutto, - Istanbul, - Djeddah - Roi-Abdelaziz, - Cochin, - Lahore-Allama Iqbal, - Londres-Heathrow, - Manchester, - Manille-N. Aquino, - Mechhed-Shahid H. Nejad, - Médine-Prince M. Bin Abdulaziz, - Bombay-Chhatrapati-Shivaji, - Mascate, - Nadjaf, - New York-John F. Kennedy, - Paris-Charles de Gaulle, - Riyad-roi Khaled, - Rome Léonard-de-Vinci/Fiumicino, - Taëf, - Téhéran-Imam-Khomeini, - Trivandrum En saison : Madrid-Barajas, Malaga-Costa del Sol, Moscou-Domodédovo, Munich-F. J. Strauß, Nice-Côte d'Azur, Salalah, Charm el-Cheikh, Tbilissi-C. Roustavéli, Trabzon/Trébizonde, Vienne-Schwechat |
| Mahan Air                       | Mechhed-Shahid H. Nejad |
| Middle East Airlines            | Beyrouth-Rafic Hariri |
| Nile Air                        | Borg El Arab, Le Caire |
| Oman Air                        | Mascate |
| Pakistan International Airlines | Lahore-Allama Iqbal, Sialkot |
| Pegasus Airlines                | Istanbul-S. Gökçen |
| Qatar Airways                   | Doha-Hamad |
| Royal Jordanian                 | Amman-Reine-Alia |
| Saudia                          | Djeddah - Roi-Abdelaziz, Médine-Prince M. Bin Abdulaziz, Riyad-roi Khaled |
| Syrian Air                      | Damas |
| SriLankan Airlines              | Colombo-Bandaranaike |
| Turkish Airlines                | Istanbul, Istanbul-S. Gökçen En saison : Antalya, Bodrum-Milas, Izmir-A. Menderes, Trabzon/Trébizonde |

Édité le 02/07/2018

## Statistiques de l'aéroport
Le graphique qui aurait dû être présenté ici ne peut pas être affiché car il utilise l'ancienne extension Graph, désactivée pour des questions de sécurité. Des indications pour créer un nouveau graphique avec la nouvelle extension Chart sont disponibles ici.

Voir la requête brute et les sources sur Wikidata.
| Année    | Vols commerciaux | Vols non-commerciaux | Passagers | Fret (en tonnes métriques) |
| -------- | ---------------- | -------------------- | --------- | -------------------------- |
| 2007     | 56 987           | 26 574               | 6 910 309 | 176 203                    |
| 2008     | 61 512           | 26 408               | 7 226 345 | 180 090                    |
| 2009     | 78 597           | 19 963               | 8 125 747 | 197 213                    |
| 2010     | 79 350           | 14 927               | 8 332 857 | 208 295                    |
| 2011     | 71 519           | 13 598               | 8 466 737 | 195 066                    |
| Jan 2012 | 6 118            | 1 027                | 713 192   | 15 472                     |